# Seuneubok Barat
Seuneubok Barat is een bestuurslaag in het regentschap Aceh Timur van de provincie Atjeh, Indonesië. Seuneubok Barat telt 372 inwoners (volkstelling 2010).